# Kàmkino
Kàmkino (en rus: Камкино) és un poble de l'óblast de Nijni Nóvgorod, a Rússia, segons el cens del 2010 tenia 617 habitants, és la seu administrativa del districte homònim.